# Laetiporus
Laetiporus Murill (żółciak) – rodzaj grzybów z rodziny Laetiporaceae. Należy do niego 13 gatunków, w Polsce występuje jeden.

## Charakterystyka
Grzyby nadrzewne, saprotroficzne lub pasożytnicze, poliporoidalne. Owocniki roczne, siedzące, lub siedzące z trzonem, w stanie świeżym miękkie i mięsiste, po wysuszeniu kruche i lekkie. Powierzchnia pomarańczowa do różowobrązowej, naga, powierzchnia porów żółta do różowawokremowej, pory regularne, 3–4 na mm. Kontekst biały do różowopłowożółtego, miękki, strefowany lub niestrefowany. System strzępkowy dimityczny, strzępki generatywne z prostą przegrodą, strzępki łącznikowe szkliste, grubościenne, składające się z prostego korpusu centralnego z szerokim prześwitem, z którego wychodzą równoległe, boczne, pojedyncze gałęzie pod kątem prawie prostym. Cystyd brak. Bazydiospory jajowate do szeroko elipsoidalnych, w odczynniku Melzera nieamyloidalne. Rozwijają się na drewnie drzew iglastych i liściastych powodując brunatną zgniliznę drewna.

## Systematyka i nazewnictwo
Pozycja w klasyfikacji według Index Fungorum: Laetiporaceae, Polyporales, Incertae sedis, Agaricomycetes, Agaricomycotina, Basidiomycota, Fungi.
Synonimy naukowe: Boletus sect. Polyporus Pers., Cladoporus (Pers.) Chevall., Polyporus (Pers.) Gray, Polyporus sect. Cladoporus Pers., Pseudophaeolus Ryvarden.
Polską nazwę nadali Stanisław Domański i in. w 1967 r. W polskim piśmiennictwie mykologicznym rodzaj ten opisywany były także w XIX wieku jako huba lub żagiew.
Niektóre gatunki:
- Laetiporus caribensis Banik & D.L. Lindner 2012
- Laetiporus conifericola Burds. & Banik 2001
- Laetiporus cremeiporus Y. Ota & T. Hatt. 2010
- Laetiporus discolor (Klotzsch) Corner 1984
- Laetiporus flos-musae Overeem 1927
- Laetiporus gilbertsonii Burds. 2001
- Laetiporus huroniensis Burds. & Banik 2001
- Laetiporus miniatus (Jungh.) Overeem 1925
- Laetiporus montanus Černý ex Tomšovský & Jankovský 2009
- Laetiporus persicinus (Berk. & M.A. Curtis) Gilb. 1981
- Laetiporus portentosus (Berk.) Rajchenb. 1995
- Laetiporus sulphureus (Bull.) Murrill 1920 – żółciak siarkowy

Nazwy naukowe na podstawie Index Fungorum. Nazwy polskie według Władysława Wojewody.